# آلاله کوهسری
آلاله کوهسری (نام علمی: Ranunculus oreophilus) نام یک گونه از سرده آلاله است. سردهٔ آلاله در ایران ۵۵ گونهٔ علفی یک ساله و چند ساله دارد. آلاله کوهسری یکی از ۵۵ گونهٔ موجود در ایران است.

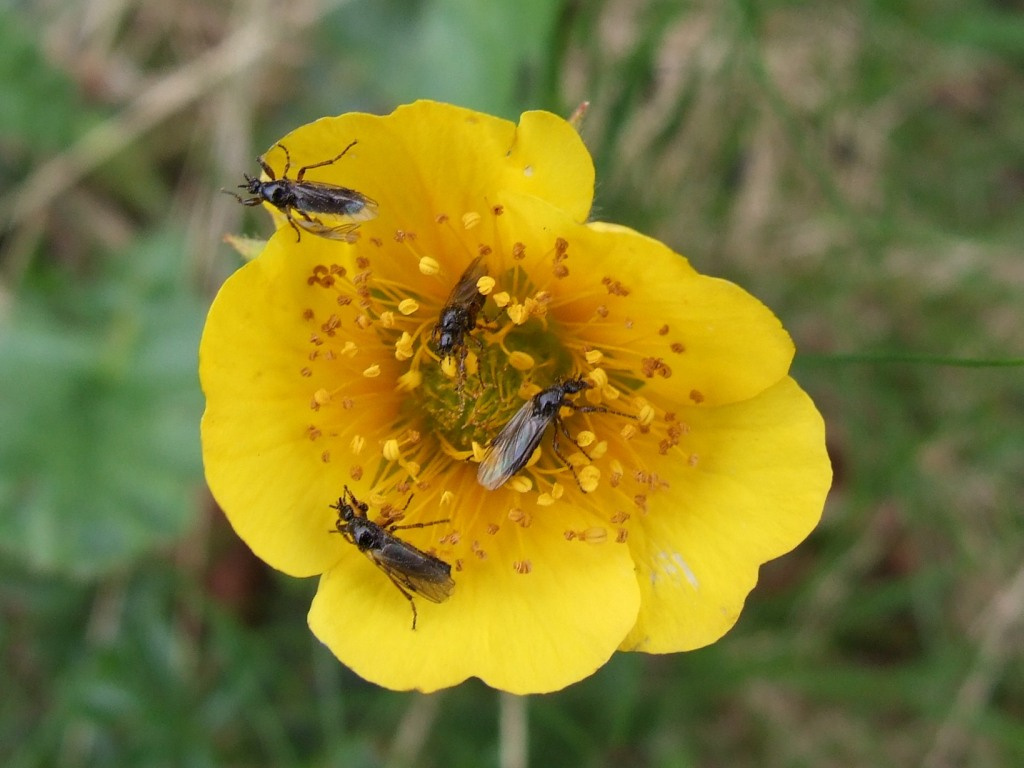